# Włodzimierz Cieński
Włodzimierz Mikołaj M. Cieński (ur. 6 kwietnia 1897 we Lwowie, zm. 20 stycznia 1983 w Bricquebec) – polski duchowny rzymskokatolicki.

## Życiorys
Urodził się 6 kwietnia 1897 we Lwowie. Pochodził z zasłużonej dla Polski rodziny Cieńskich h. Pomian. Był najstarszym synem Marii Dzieduszyckiej (wnukiem fundatora Muzeum Przyrodniczego im. Dzieduszyckich we Lwowie, Włodzimierza Dzieduszyckiego) i Tadeusza Cieńskiego (polityka, posła na Sejm galicyjski, działacza społecznego, przewodniczącego Komitetu Obywatelskiego we Lwowie podczas walk o miasto w 1918, senatora II RP). Był bratem Marii Magdaleny (1895–1996, żona Edwarda Dubanowicza), Klementyny (1896–1928), Stanisława (1898–1993), Jadwigi (1901–1990), Ludomira Cieński (1902–1969), Wojciecha (1903–1907), Jana Cieńskiego (1905–1992, biskup), Anny (1907–2003, żona zamordowanego w Katyniu Kazimierza Henryka Wielowieyskiego).
12 października 1915 zdał wojenny egzamin dojrzałości w C. K. II Szkole Realnej we Lwowie, będąc wówczas prywatystą w VI klasie. Odbył studia filozoficzne i teologiczne w Szwajcarii na katolickim Uniwersytecie we Fryburgu Ojców Dominikanów. Sakrament święceń kapłańskich otrzymał z rąk bp. Bolesława Twardowskiego. W latach II Rzeczypospolitej był księdzem w archidiecezji lwowskiej. Początkowo posługiwał w parafiach na prowincji lwowskiej: w Żółkwi, Wełdziżu, Niżniowie, Zimnej Wodzie. Podczas spowiadania wyznawców obrządku greckokatolickiego w Żółkwi zaraził się tyfusem plamistym. Następnie przez cztery lata był dyrektorem zakład wychowawczego im. Abrahamowiczów na Górze Wuleckiej we Lwowie. Z tego miejsca został proboszczem w Zimnej Wodzie, a od kwietnia 1939 przez rok pełnił funkcję proboszcza kościoła św. Marii Magdaleny we Lwowie.
Po wybuchu II wojny światowej jako przedstawiciel abp. Twardowskiego prowadził akcje charytatywne, udzielenia pomocy i opieki tysiącom uchodźców napływających do Lwowa, których wspierano w ramach 16 parafii lwowskich. W czasie pierwszej okupacji sowieckiej Lwowa był żołnierzem Związku Walki Zbrojnej i mianowany przez arcybiskupa naczelnym kapelanem ZWZ we Lwowie. Przyjął pseudonim konspiracyjny „Pomian” i w ramach Komendy Okręgu ZWZ we Lwowie objął stanowisko kierownika referatu opieki. Sporządzał także fałszywe metryki dla Polaków uciekających przez granicę z Węgrami na Zachód. 17 kwietnia 1940 został aresztowany przez NKWD na plebanii kościoła św. Marii Magdaleny (w tym czasie wywożone ze Lwowa pociągiem były jego siostry Magdalena i Anna). Został uwięziony początkowo na Zamarstynowie, gdzie był brutalnie przesłuchiwany. 12 czerwca 1940 został wywieziony do więzienia Łubianka w Moskwie, skąd przeniesiono go do więzienia Lefortowo w tym samym mieście, a 8 maja 1941 zakończono śledztwo w jego sprawie. Po wybuchu wojny niemiecko-sowieckiej z czerwca 1941, był w grupie Polaków, którzy w trybie pospiesznym zostali skazani na karę śmierci w lipcu 1941. Wraz z innymi skazańcami został ponownie osadzony na Łubiance, gdzie niespodziewanie nocą 1/2 września 1941 został zwolniony. W Moskwie ks. Cieński poznał gen. Władysława Andersa i został przez niego namówiony do dalszej służby przy formującym się Wojsku Polskim. W pięć dni po zwolnieniu 7 września 1941, ubrany w mundur stylizowany na mundur polskiej armii odprawił w Moskwie mszę na tzw. małej Łubiance, którą z okien dużej Łubianki obserwowali zarówno więźniowie, jak i zdumieni strażnicy oraz żołnierze NKWD. Msza została odprawiona dla garstki oficerów formującej się wówczas (po podpisaniu traktatu Sikorski-Majski) polskiej armii polskiej w ZSRS. Istnieje rysunek przedstawiający scenę tej mszy autorstwa rysownika emigracyjnego Feliksa Topolskiego. W strukturze Polskich Sił Zbrojnych w ZSRR został szefem duszpasterstwa. Wraz z armią polską opuścił Związek Radziecki, walczył w Afryce, Włoszech, Francji. Był dziekanem i szefem duszpasterstwa 2 Korpusu Polskiego.
Po zakończeniu wojny pozostał na emigracji w Wielkiej Brytanii. 4 czerwca 1951 został powołany na członka Głównej Komisji Skarbu Narodowego. Był autorem książek. Do połowy lat 50. pracował proboszcz w Marsworth. Ponadto udzielał się jako asystent kościelny w Katolickim Ośrodku Wydawniczym „Veritas” w Londynie i jako asystent Polskiego Instytutu Akcji Katolickiej.
W 1955 wstąpił do zakonu trapistów w Normandii. Po dwuletnim nowicjacie złożył śluby zakonne. Przybrał imię zakonne Włodzimierz. W 1960 złożył śluby wieczyste, w zakonie jako mnich zajmował się prowadzeniem gospodarstwa rolnego.  Zmarł 20 stycznia 1983 w Bricquebec.

## Publikacje
Przedmiotowe
- Irena Nowakowska-Acedańska: Ex libris ks. Włodz. Cieńskiego (1936)[9]

Podmiotowe
- Cel wychowania i cechy katolickiego wychowawcy (1951)[10]
- Postulaty wychowawcze w pierwszych okresach rozwoju dziecka (1952)[11]
- Rodzicom o dzieciach. Część 1: O psychologii dziecka (1954)[12][13]
- Rodzicom o dzieciach. Część 2: O wychowaniu charakteru (1955)[14][15]

## Ordery i odznaczenia[16]
- Krzyż Walecznych (1944)
- Złoty Krzyż Zasługi z Mieczami (1945)
- Medal Wojska (trzykrotnie: 1946, 1947)
- Krzyż Pamiątkowy Monte Cassino (1945)
- Złoty Krzyż Biskupa Polowego PSZ
- Złota Odznaka Honorowa Koła Lwowian w Londynie (17 grudnia 1975)[17]
- Gwiazda za Wojnę 1939–1945 (Wielka Brytania, 1945)
- Gwiazda Italii (Wielka Brytania, 1945)
- Krzyż Kawalerski Orderu Świętych Maurycego i Łazarza (Włochy, 1946)